# Syntaxanalys
Syntaxanalys, syntaktisk analys eller parsning (av latinets pars, del), är den process som givet en följd av symboler från något språk konstruerar eller härleder någon slags syntaktisk struktur för symbolföljden, så att symbolernas inbördes relationer reds ut. Detta är en viktig del i mekanismer för att förstå språk, och i någon mening antas att mänsklig språkförståelse delvis inbegriper någon form av syntaktisk analys. 
Den följd av symboler som analyseras kan vara vilket språk som helst. Oftast avses naturliga mänskliga språk, och med symboler menas då oftast ord i detta språk, men även programmeringsspråk eller andra formella språk syntaxanalyseras som en del av deras tillämpning för någon uppgift. 
Ett exempel på syntaktisk analys är skolans övningar i att ta ut satsdelar där orden i en sats i mänskligt språk analyseras efter sina syntaktiska roller: subjekt, predikat, med mera. 
Syntaktisk analys bygger på en syntaktisk teori av något slag, som föreskriver en grammatisk modell för vilka relationer mellan symbolerna är tillåtna eller rimliga och en analyskomponent, en parser, som tillämpar modellens regelverk på symbolerna. Ofta (men inte i varje syntaktisk teori) krävs också någon form av lexikon som används för att klassificera symbolerna att vara till exempel verb, substantiv och så vidare.